# 69ste Oscaruitreiking
De 69ste Oscaruitreiking, waarbij prijzen werden uitgereikt aan de beste prestaties in films uit 1996, vond plaats op 24 maart 1997 in het Shrine Auditorium in Los Angeles. De ceremonie werd voor de vijfde keer gepresenteerd door de Amerikaanse acteur Billy Crystal. De genomineerden werden op 11 februari bekendgemaakt door Arthur Hiller, voorzitter van de Academy, en actrice Mira Sorvino in het Samuel Goldwyn Theater te Beverly Hills.
De grote winnaar van de avond was The English Patient, met in totaal twaalf nominaties en negen Oscars.

## Winnaars en genomineerden
De winnaars staan bovenaan in vet lettertype.

#### Beste film
- The English Patient
  - Fargo
  - Jerry Maguire
  - Secrets & Lies
  - Shine

#### Beste regisseur
- Anthony Minghella - The English Patient
  - Joel Coen - Fargo
  - Miloš Forman - The People vs. Larry Flynt
  - Scott Hicks - Shine
  - Mike Leigh - Secrets & Lies

#### Beste mannelijke hoofdrol
- Geoffrey Rush - Shine
  - Tom Cruise - Jerry Maguire
  - Ralph Fiennes - The English Patient
  - Woody Harrelson - The People vs. Larry Flynt
  - Billy Bob Thornton - Sling Blade

#### Beste vrouwelijke hoofdrol
- Frances McDormand - Fargo
  - Brenda Blethyn - Secrets & Lies
  - Diane Keaton - Marvin's Room
  - Kristin Scott Thomas - The English Patient
  - Emily Watson - Breaking the Waves

#### Beste mannelijke bijrol
- Cuba Gooding jr. - Jerry Maguire
  - William H. Macy - Fargo
  - Armin Mueller-Stahl - Shine
  - Edward Norton - Primal Fear
  - James Woods - Ghosts of Mississippi

#### Beste vrouwelijke bijrol
- Juliette Binoche - The English Patient
  - Joan Allen - The Crucible
  - Lauren Bacall - The Mirror Has Two Faces
  - Barbara Hershey - The Portrait of a Lady
  - Marianne Jean-Baptiste - Secrets & Lies

#### Beste originele scenario
- Fargo - Ethan Coen en Joel Coen
  - Jerry Maguire - Cameron Crowe
  - Lone Star - John Sayles
  - Secrets & Lies - Mike Leigh
  - Shine - Jan Sardi en Scott Hicks

#### Beste bewerkte scenario
- Sling Blade - Billy Bob Thornton
  - The Crucible - Arthur Miller
  - The English Patient - Anthony Minghella
  - Hamlet - Kenneth Branagh
  - Trainspotting - John Hodge

#### Beste niet-Engelstalige film
- Kolya - Tsjechië
  - A Chef in Love - Georgië
  - The Other Side of Sunday - Noorwegen
  - Prisoner of the Mountains - Rusland
  - Ridicule - Frankrijk

#### Beste documentaire
- When We Were Kings - Leon Gast en David Sonenberg
  - The Line King: The Al Herschfeldt Story - Susan W. Dryfoos
  - Mandela - Jo Menell en Angus Gibson
  - Suzanne Farrell: Elusive Muse - Anne Belle en Deborah Dickson
  - Tell the Truth and Run: George Seldes and the American Press - Rick Goldsmith

#### Beste camerawerk
- The English Patient - John Seale
  - Evita - Darius Khondji
  - Fargo - Roger Deakins
  - Fly Away Home - Caleb Deschanel
  - Michael Collins - Chris Menges

#### Beste montage
- The English Patient - Walter Murch
  - Evita - Gerry Hambling
  - Fargo - Roderick Jaynes
  - Jerry Maguire - Joe Hutshing
  - Shine - Pip Karmel

#### Beste artdirection
- The English Patient - Stuart Craig en Stephenie McMillan
  - The Birdcage - Bo Welch en Cheryl Carasik
  - Evita - Brian Morris en Philippe Turlure
  - Hamlet - Tim Harvey
  - William Shakespeare's Romeo & Juliet - Catherine Martin en Brigitte Broch

#### Beste originele muziek

##### Drama
- The English Patient - Gabriel Yared
  - Hamlet - Patrick Doyle
  - Michael Collins - Elliot Goldenthal
  - Shine - David Hirschfelder
  - Sleepers - John Williams

##### Musical of komedie
- Emma - Rachel Portman
  - The First Wives Club - Marc Shaiman
  - The Hunchback of Notre Dame - Muziek: Alan Menken, tekst: Stephen Schwartz, orkestratie: Alan Menken
  - James and the Giant Peach - Randy Newman
  - The Preacher's Wife - Hans Zimmer

#### Beste originele nummer
- "You Must Love Me" uit Evita - Muziek: Andrew Lloyd Webber, tekst: Tim Rice
  - "Because You Loved Me" uit Up Close and Personal - Muziek en tekst: Diane Warren
  - "For the First Time" uit One Fine Day - Muziek en tekst: James Newton Howard, Jud J. Friedman en Allan Dennis Rich
  - "I Finally Found Someone" uit The Mirror Has Two Faces - Muziek en tekst: Barbra Streisand, Marvin Hamlisch, Bryan Adams en Robert "Mutt" Lange
  - "That Thing You Do!" uit That Thing You Do! - Muziek en tekst: Adam Schlesinger

#### Beste geluid
- The English Patient - Walter Murch, Mark Berger, David Parker en Chris Newman
  - Evita - Andy Nelson, Anna Behlmer en Ken Weston
  - Independence Day - Chris Carpenter, Bill W. Benton, Bob Beemer en Jeff Wexler
  - The Rock - Kevin O'Connell, Greg P. Russell en Keith A. Wester
  - Twister - Steve Maslow, Gregg Landaker, Kevin O'Connell en Geoffrey Patterson

#### Beste geluidseffectbewerking
- The Ghost and the Darkness - Bruce Stambler
  - Daylight - Richard L. Anderson en David A. Whittaker
  - Eraser - Alan Robert Murray en Bub Asman

#### Beste visuele effecten
- Independence Day - Volker Engel, Douglas Smith, Clay Pinney en Joseph Viskocil
  - Dragonheart - Scott Squires, Phil Tippett, James Straus en Kit West
  - Twister - Stefen Fangmeier, John Frazier, Habib Zargarpour en Henry La Bounta

#### Beste kostuumontwerp
- The English Patient - Ann Roth
  - Angels and Insects - Paul Brown
  - Emma - Ruth Myers
  - Hamlet - Alex Byrne
  - The Portrait of a Lady - Janet Patterson

#### Beste grime
- The Nutty Professor - Rick Baker en David LeRoy Anderson
  - Ghosts of Mississippi - Matthew W. Mungle en Deborah La Mia Denaver
  - Star Trek: First Contact - Michael Westmore, Scott Wheeler en Jake Garber

#### Beste korte film
- Dear Diary - David Frankel en Barry Jossen
  - De Tripas, Corazon - Antonio Urrutia
  - Ernst & Lyset - Kim Magnusson en Anders Thomas Jensen
  - Esposados - Juan Carlos Fresnadillo
  - Wordless - Bernadette Carranza en Antonello De Leo

#### Beste korte animatiefilm
- Quest - Tyron Montgomery en Thomas Stellmach
  - Canhead - Timothy Hittle en Chris Peterson
  - La Salla - Richard Condie
  - Wat's Pig - Peter Lord

#### Beste korte documentaire
- Breathing Lessons: The Life and Work of Mark O'Brien - Jessica Yu
  - Cosmic Voyage - Jeffrey Marvin en Bayley Silleck
  - An Essay on Matisse - Perry Wolff
  - Special Effects - Susanne Simpson en Ben Burtt
  - The Wild Bunch: An Album in Montage - Paul Seydor en Nick Redman

#### Irving G. Thalberg Memorial Award
- Saul Zaentz

#### Ere-award
- Michael Kidd, ter erkenning van zijn bijdragen aan de kunst van de dans in de kunst van het scherm.[2]

## Films met meerdere nominaties
De volgende films ontvingen meerdere nominaties:
| Nominaties | Film                       | Prijzen |
| ---------- | -------------------------- | ------- |
| 12         | The English Patient        | 9       |
| 7          | Fargo                      | 2       |
| 7          | Shine                      | 1       |
| 5          | Evita                      | 1       |
| 5          | Jerry Maguire              | 1       |
| 5          | Secrets & Lies             |         |
| 4          | Hamlet                     |         |
| 2          | The Crucible               |         |
| 2          | Emma                       | 1       |
| 2          | Ghosts of Mississippi      |         |
| 2          | Independence Day           | 1       |
| 2          | Michael Collins            |         |
| 2          | The Mirror Has Two Faces   |         |
| 2          | The People vs. Larry Flynt |         |
| 2          | The Portrait of a Lady     |         |
| 2          | Sling Blade                | 1       |
| 2          | Twister                    |         |